# Aztécká mytologie

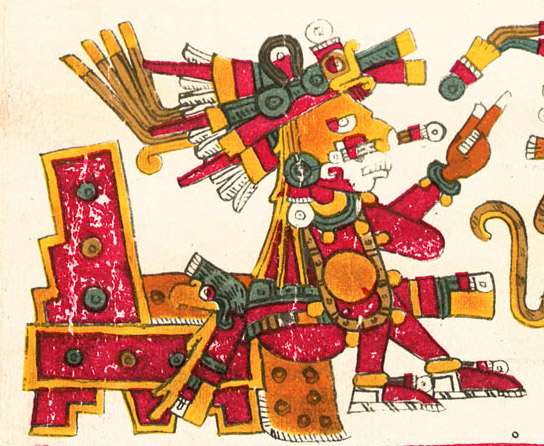
Xochipilli („Květinový princ“), aztécký bůh lásky, kukuřice, květin, her a tance

Aztécká mytologie je bájesloví a základ náboženství Aztéků, obyvatel Aztécké říše. Vyznačuje se především velkým množstvím bohů (přes 1000), protože Aztékové osídlovali území dříve obývané rozvinutější civilizací a při podrobování cizích kmenů přebírali i jejich bohy.
Typickým rysem aztéckého náboženství (stejně jako předtím toltéckého) byly lidské oběti. Boha Huitzilopochtliho v podobě slunce bylo nutné živit srdci a krví válečných zajatců, aby měl sílu na svůj každodenní zápas se silami noci. Oběti bohu Xipe Totecovi byly stahovány z kůže, kterou si pak oblékali jeho kněží.

## Stvoření světa
Na počátku existoval pouze bůh Ometeotl, který měl dva aspekty, muže (Ometecuhtli) a ženu (Omecihuatl), je také nazýván "Dvojjediným pánem". Jeho potomky byli čtyři Tezcatlipocové, prvním z nich byl Černý Tezcatlipoca (totožný s klasickým Tezcatlipocou aztéckých mýtů), pán noční oblohy spojený se severem, Bílý Tezcatlipoca (Quetzalcoatl), spojený se západem, Modrý Tezcatlipoca (Huitzilopochtli), spojený s jihem, a Červený Tezcatlipoca (Xipe Totec), spojený s východem. Zároveň s nimi vznikl i bůh Tlaloc a jeho manželka Chalchiuhtlicue.
Soupeření prvotních bohů vedlo ke stvoření a následnému zničení čtyř po sobě jdoucích světů či epoch – "sluncí" – z nichž každé skončilo katastrofou. Prvním z věků je "4-jaguár", který byl osídlen obry. Zde vládl Tezcatlipoca, trval 676 let a po svržení Tezcatlipocy do vod Quetzacoatlem byl svět zničen jaguáry, jejichž silou byli obři vyhlazeni. Druhým věkem je "4-vítr", kdy naopak vládnoucího Quetzacoatla svrhl Tezcatlipoca, svět pak zničil obrovský hurikán. Ve věku "4-déšť" vládl Tlaloc a ukončen byl ohnivým deštěm seslaným Quetzacoatlem (je možné, že se jednalo o vulkanický prach, což je v této oblasti poměrně častý jev). Věk čtvrtý "4-voda" ovládala Chalchiuhtlicue a byl zničen potopou, kdy se lidé přeměnili v ryby. Až potom nastal pátý věk "4-pohyb", ve kterém žijeme my.
Náš věk byl zahájen v Teotihuacánu díky sebeoběti boha Nanahuatzina, který se vrhl do ohně a přetvořil se v nové, tj. páté slunce – Nahui Ollin, a stoupá vzhůru jako Tonatiuh – silný bůh slunce. Po něm se vrhne do ohně i bůh Tecucitzecatl, který se měl původně vrhnout do ohně místo Nanahuatzina, ale jež před plameny ztratil odvahu. K tomu, aby se však nové slunce začalo pohybovat, se museli bohové sami obětovat. Quetzacoatl tedy každému z nich vyrval srdce z těla. Aztékové pak tento čin často napodobovali, aby slunce pak pokračovalo ve své pouti. Avšak i tento pátý svět bude zničen, velikým zemětřesením.

## Hlavní bohové aztécké mytologie

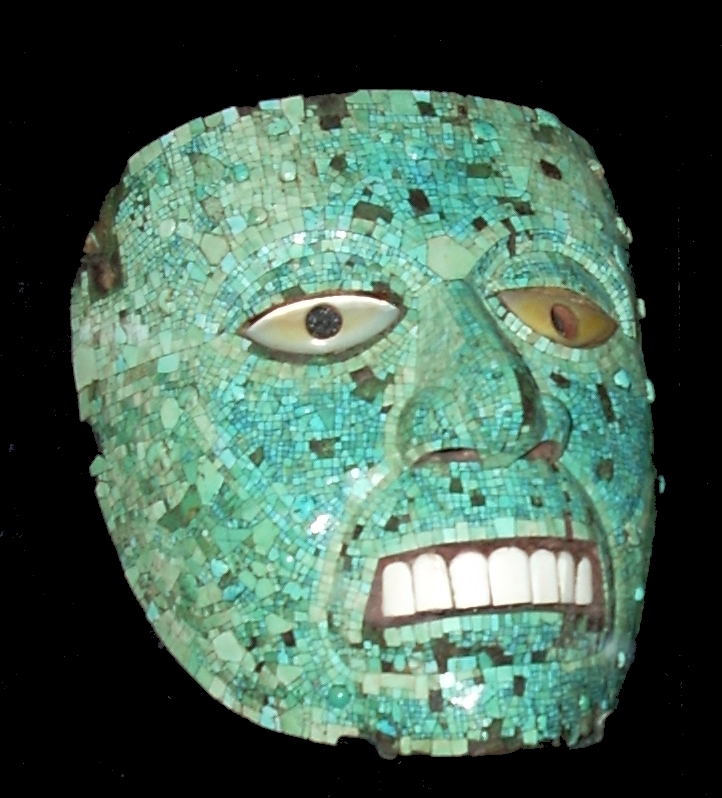
Pohřební maska boha ohně Huehuetotla, mozaika z tyrkysu, perleti a kosti, 1400–1521 n. l., Britské muzeum Londýn

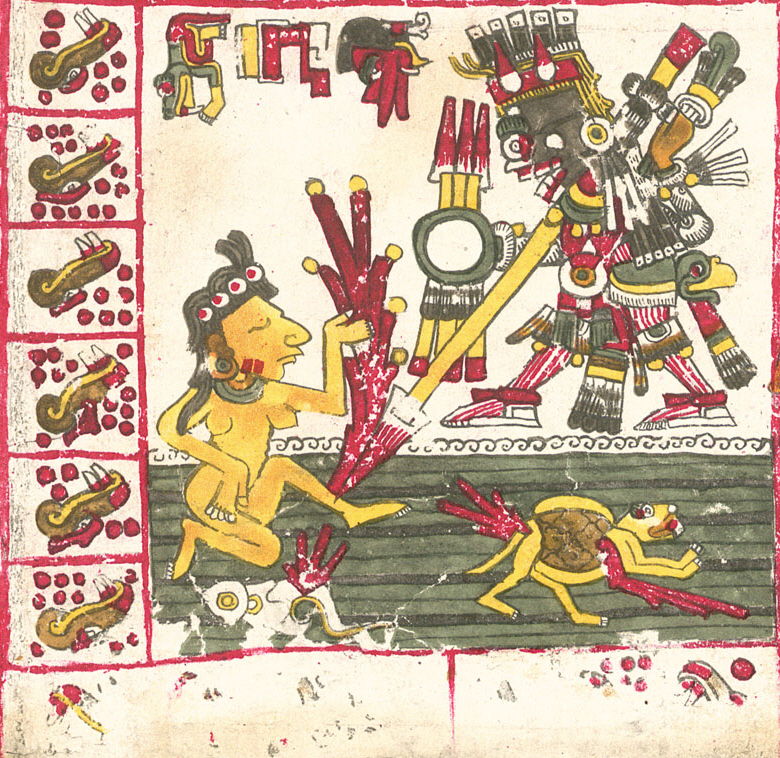
Tlahuizcalpantecuhtli – bůh planety Venuše byl považován za nebezpečného a zlého boha

- Chalchiuhtlicue („Sukně z jadeitu“) – bohyně řek a jezer, manželka Tlaloca
- Chicomecoatl – bohyně plodnosti a výživy
- Coatlicue („Hadí sukně“) – bohyně země, matka Huitzilopochtliho
- Huehueteotl – bůh ohně, nejstarší bůh
- Huitzilopochtli – bůh slunce, válečníků a kmenový bůh Aztéků
- Mictlantecuhtli – bůh podsvětí a smrti, vládce Mictlanu
- Quetzalcoatl („Opeřený had“) – bůh větru, jitřenky a večernice, jeden ze čtyř stvořitelů
- Tepeyollotl – bůh země, jeskyní a tmy
- Tezcacoac Ayopechtli – Bohyně porodů
- Tezcatlipoca („Pán dýmající zrcadla“) – bůh noci, měsíce a zla a ničení, jeden ze čtyř stvořitelů
- Tlaloc („Ten který dává růst“) – bůh vod a deště, u Mayů nazýván Čak, mezi Zapotéky Cosicho
- Xipe Totec („Pán stažený z kůže“) – bůh setby, jara a klenotníků
- Xochipilli („Květinový princ“) – bůh lásky, kukuřice, květin a her
- Xochiquetzal – bohyně květin

## Bytosti aztécké mytologie
- Ahuitzotl – démon
- Tlaloqueové – pomocníci boha Tlaloca
- Cipactli – pravěké vodní monstrum
- Nagual – lidská bytost která se může přeměnit v jaguára
- Xelhua – gigant
- Xiuhcoatl – magický had
- Cihuateteo – duch ženy, která zemřela při porodu
- Chaneque – strážci přírody

Aztékové vybírali své oběti nejčastěji z řad válečných zajatců.